# Terrel Castle
Pour les articles homonymes, voir Castle.
Terrel Castle, né le 12 septembre 1972, à Jeanerette, en Louisiane, est un joueur américain naturalisé bosnien de basket-ball. Il évolue au poste de meneur.

## Palmarès
- Coupe de Bosnie-Herzégovine, 1999.